# Treintona soltera y fantástica
Treintona, soltera y fantástica és una pel·lícula de comèdia mexicana estrenada el 7 d'octubre del 2016, produïda per All About Media, dirigida per Chava Cartas i protagonitzada per Bárbara Mori, Jordi Mollà, Marimar Vega, Juan Pablo Medina, Andrés Almeida, Angélica Aragón, Natasha Dupeyron, Claudio Lafarga i Héctor Bonilla. La pel·lícula, basada parcialment en alguns textos de Juana Inés Dehesa (filla de l'escriptor Germán Dehesa), es va estrenar a Mèxic amb gran èxit aconseguint més de tres milions d'espectadors i aixecant rumors sobre una seqüela per part dels productors i el distribuïdor Videocine.
Igual que altres comèdies mexicanes recents, no va tenir molta acceptació entre la crítica especialitzada, però sí que va tenir un gran impacte entre l'audiència, que va acudir a les sales de cinema i la va col·locar com la tercera pel·lícula mexicana més vista de l'any, només després de ¿Qué culpa tiene El Niño? i No manches, Frida. Encara que la pel·lícula va prendre el títol del llibre de la filla de Germán Dehesa, la veritat és que no hi ha moltes similituds entre la cinta i l'obra literària.
La pel·lícula, filmada en Jalisco, va representar el retorn triomfal al cinema de Bárbara Mori, el primer èxit taquiller en la carrera del seu director Chava Cartas, el debut d'All About Media com a casa productora i una nominació al Premi Ariel per Natasha Dupeyron, com a Revelació Femenina.

## Sinopsi
Després de rebutjar la proposta matrimonial del seu insípid nuvi, Inés (Bárbara Mori), una escriptora, aprofita la seva nova solteria per a redefinir-se a si mateixa com una dona independent, moderna i autosuficient. Encara que el ràpid èxit de la seva columna en el periòdic recompensa aviat a la nova Inés, la seva resolució es veu desafiada per una família que la considera ‘quedada’, amigues aseñoradas que no tenen ja cabuda per a les senyoretes, i sobretot, el tic-tac del seu propi rellotge biològic -, aquest és el panorama davant el qual Inés ha d'aprendre a fer la cosa més difícil: escoltar-se a si mateixa i decidir el que vol de la seva vida. La resta de personatges són l'ex-xicot "Marcos" (Andrés Almeida), la millor amiga "Camila" (Marimar Vega), el millor amic que viu enamorat d'ella "Sensei" (Juan Pablo Medina), la neboda més jove "Regina" (Natasha Dupeyron) i els seus pares interpretats per Angélica Aragón i Héctor Bonilla. Com el nou interès romàntic arriba el galant madur "Óscar", interpretat per Jordi Mollà.

## Repartiment
- Bárbara Mori com Inés.
- Jordi Mollà com Óscar.
- Marimar Vega com Camila.
- Juan Pablo Medina com Sensei
- Natasha Dupeyrón com Regina
- Angélica Aragón com Catalina
- Héctor Bonilla com Arturo
- Karla Carrillo com Cunyada Inés
- Andrés Zuno com Chavo Antro
- Claudio Lafarga com Emilio

## Nominacions
Als 46a edició de les Diosas de Plata fou nominada a la millor actriu, millor coactuació femenina, millor actriu de quadre i millor música de fons.